# 전염병 주식회사
《전염병 주식회사》(영어: Plague Inc.)는 영국의 독립 비디오 게임 스튜디오 엔데믹 크리에이션즈(Ndemic Creations)에서 개발하고 배급한 실시간 전략 시뮬레이션 비디오 게임이다. 이 게임은 컨테이젼과 2008년 플래시 게임 'Pandemic 2'에서 영감을 받았다. 플레이어는 치명적인 전염병으로 인류를 전멸시키기 위해 병원체를 만들고 진화시킨다. 이 게임은 복잡하고 현실적인 변수 세트가 있는 전염병 모델을 사용하여 전염병의 확산과 심각성을 시뮬레이션한다. 2012년 5월 26일 iOS와 마이크로소프트 윈도우로, 2012년 10월 4일 안드로이드, 2015년 윈도우 폰으로 출시되었다.
Steam(PC, Mac, 리눅스) 및 콘솔 버전의 제목은 Plague Inc: Evolved이며 게임 플레이를 조정하고 추가되었다.
엔데믹 크리에이션즈에 따르면 전염병 주식회사는 2021년 5월 기준 1억 6천만 번 이상 다운로드되었다. 이 게임은 비평가들로부터 긍정적인 평가를 받았으며, 2012년 IGN 올해의 게임에서 '종합 최고의 전략 게임'으로 2위를 차지했다. 전염병 주식회사는 계속해서 활발한 커뮤니티를 가지고 있으며 정기적으로 업데이트되고 있다.
2017년 개발자는 Plague Inc.: Board Game이라는 이름으로 전염병 주식회사를 기반으로 한 보드게임을 출시했다. 2018년 12월, 스튜디오에서 정치적인 주제를 가진 후속 게임 Rebel Inc.를 출시했다.
이 게임은 서아프리카 에볼라 유행 및 코로나19 범유행과 같은 심각한 바이러스 발병 이후 여러 국가에서 새로운 사용자가 많이 증가했다.

## 게임 플레이

감염 국가가 빨간색으로 표시된 세계 지도를 보여주는 전염병 주식회사의 게임 플레이 스크린샷

전염병 주식회사는 플레이어가 0번 환자를 감염시킨 역병을 간접적으로 제어하는 전략 시뮬레이션 게임이다. 플레이어는 게임 모드와 병원체를 선택할 수 있으며, 전염병을 진화시키고 다양한 환경에 적응하게 함으로써 게임 모드에서 설정한 목표를 완료할 수 있다. 목표에는 병원체로 전 세계 인구를 감염시켜 죽이는 것, '뇌신경 기생충'으로 세계 인구를 노예로 만드는 것, '네크로아 바이러스'로 전 세계 인구를 좀비로 바꾸는 것이지만 이에 국한되지는 않는다. 그러나 인간(상대)이 전염병 치료제를 개발하기 전에 게임을 완료해야 하는 시간적 압박이 있다.
개발자는 게임이 '당신이 반대편에 있다는 것을 제외하면 영화 컨테이젼과 약간 비슷하다'라고 말했다. 개발자에 따르면, 영화 컨테이젼은 이 게임에 대해 부분적인 영감을 주었다고 한다. 개발자는 이 게임이 Dark Realm Studios에서 2008년에 출시한 브라우저 기반 플래시 게임인 Pandemic 2에서 부분적으로 영감을 받았다고 말했다.

### Plague Inc: Evolved
Steam 및 콘솔용으로 리메이크된 Plague Inc: Evolved는 원래 전염병 주식회사와 게임 플레이가 비슷하지만 멀티플레이어 및 시나리오 생성기와 같은 모바일 버전에는 없는 몇 가지 기능이 포함되어 있다.

## 질병 유형
플레이어는 다양한 유형의 병원체를 사용할 수 있으며, 각각의 병원체는 진화 결정에 영향을 미치는 고유한 장점과 단점이 있다. 처음에 플레이어는 박테리아만 선택할 수 있다. 후속 병원체는 보통 또는 어려움 모드에서 이전 병원체로 게임에서 승리하면 잠금 해제된다. 여기에는 바이러스, 곰팡이, 기생충, 프리온, 나노 바이러스 , 생물 무기가 있다. 정신을 조종하는 뇌신경 기생충, 좀비 전염병인 네크로아 바이러스, 혹성탈출: 진화의 시작의 유인원 바이러스, 뱀파이어 테마의 섀도 전염병, 1.18.6 "치료 모드"의 커스터마이즈 가능한 질병 X를 포함한 가상의 특수 전염병 유형도 있다.

## 개발
개발은 2011년 제작자 제임스 본(James Vaughan)이 저녁과 오후에 게임을 하면서 시작했을 가능성이 크다.
게임은 2012년 5월 26일에 출시되었다.
2014년 7월, 엔데믹 크리에이션즈는 20세기 폭스와 제휴하여 영화 혹성탈출: 반격의 서막의 연계 테마로 업데이트했다. 플레이어는 영화의 "유인원 독감" 바이러스를 배양하는데, 유인원을 더 지능적으로 만드는 동시에 인간을 죽인다. 플레이어는 유인원의 생존과 발전을 도우면서 바이러스를 퍼뜨려 인간을 근절한다.
2017년에 개발자는 Plague Inc.: Board Game이라는 전염병 주식회사를 기반으로 한 실제 보드 게임을 출시했다. 킥스타터에서 보드 게임을 위해 355,000달러가 모금되었다. 개발자 제임스 본(James Vaughan)에 따르면, "그는 특히 보드 게임이 현재 점점 더 인기를 얻고 있기 때문에 비디오 게임과 함께 실제 게임을 만드는 도전을 정말로 원했다."
2018년 12월 6일 엔데믹 크리에이션즈는 "외국의 개입 및 반란의 복잡성과 결과"를 기반으로 하는 정치적 테마의 후속 게임인 Rebel inc.를 출시했다. 이 게임에서 플레이어는 반군이 권력을 장악하는 것을 막으면서 전후 국가를 안정시켜야 한다. 이 게임은 원래 iOS에서만 사용할 수 있었지만 이듬해 2월 11일 안드로이드 기기용 포트가 출시되었다.
2019년 2월 28일, 스튜디오는 Change.org 청원이 10,000명 이상의 서명을 얻은 후 백신 기피에 대한 게임 내 시나리오를 추가할 것이라고 발표했다. 2020년 3월 24일, 스튜디오는 코로나19 범유행으로 인한 전염병 발병을 막는 "치료 모드"를 추가할 것이라고 발표했다.

## 평가
| 평가 |        |
| --- | ------ |
| 통합 점수 통합사 점수 메타크리틱 80/100 [ 22 ] 평론 점수 평론사 점수 IGN 7/10 [ 23 ] TouchArcade [ 24 ] |        |
| 통합 점수                                                                                               |        |
| 통합사                                                                                                  | 점수   |
| 메타크리틱                                                                                              | 80/100 |
| 평론 점수                                                                                               |        |
| 평론사                                                                                                  | 점수   |
| IGN | 7/10   |
| TouchArcade                                                                                             | [ 24 ] |

### 비평
전염병 주식회사는 리뷰 애그리게이터 메타크리틱에 따르면 총점 80/100으로 "대체로 호의적인" 평가를 받았다.  와이어드 닷컴은 전염병 주식회사가 "존재 기간 내내 수많은 국가에서 차트의 상위권에 머물면서 시스템을 무너뜨렸고 대형 업체들과 경쟁하면서 수백만 달러의 수익을 올렸다."며 주목할만한 독립 개발자 성공 사례로 인용했다. 출시 후 2주 동안 미국에서 아이폰 및 아이패드용 유료 앱 1위를 차지했다. IGN은 "수십억 명을 죽이는 것이 이렇게 재미있었던 적이 없었다"고 말했다.  TouchArcade는 "전염병 주식회사가 모든 올바른 방법으로 당신의 관심을 끌고 거기에 머물게 할 것입니다"라고 말했다.  2012년 12월 전염병 주식회사는 IGN의 2012년 올해의 게임에서 모바일 및 모든 플랫폼용으로 최고의 전략 게임으로 지명된 5개 게임 중 하나였다. 또한 2012년 최고의 모바일 전략 게임으로 'Players Choice' 상을 수상했다. 전반적으로 Plague Inc.는 2012년 미국에서 15번째로 많이 다운로드된 유료 아이폰 게임이었다(아이패드에서는 18위). 2012년 76번째로 높은 수익을 올린 게임이기도 하다. 2013년 3월에 이 게임은 올해의 모든 게임을 포함하여 Pocket Gamer Awards의 여러 부문에서 수상했다. 2013년 미국에서 5번째로 많이 다운로드된 유료 아이폰 게임이었다.

### 매상
엔데믹 크리에이션즈에 따르면 전염병 주식회사는 2021년 5월 기준으로 1억 6천만 번 이상 다운로드되었다. 5년 동안 전 세계 차트 1위를 지켰다. 전체적으로 2012년 미국에서 15번째로 많이 다운로드된 아이폰 유료 게임이며 미국에서 2013년에 5번째로 많이 다운로드된 아이폰 유료 게임이다 2014년에는 미국에서 가장 많이 팔린 아이폰 게임 3위, 중국에서 가장 많이 팔린 아이폰 앱 1위였다. 2015년에는 미국에서 7번째로 많이 팔린 아이폰 게임이었다. 2016년에는 미국에서 4번째로 많이 팔린 아이폰 게임이었다.
2020년 1월 코로나19 범유행의 여파로 전염병 주식회사는 중국 시장에서 가장 많이 팔린 앱이 되었으며, 다른 플랫폼에서도 판매 및 동시 플레이어 수가 증가했다. 이 관심은 발병으로 인해 제기된 두려움에 대처할 방법을 찾으려고 노력하는 중국 비디오 게이머의 것으로 믿어졌다. 엔데믹 크리에이션즈는 플레이어들에게 전염병 주식회사가 전염병의 확산에 대한 과학적 이해를 바탕으로 개발되었지만, 게임이 과학적 모델과 동등하지 않다는 점을 상기시켰고, 코로나바이러스에 대해 문의하는 사람들에 대응하여 자체 웹사이트에 세계보건기구 웹사이트에 대한 링크를 추가했다. 2020년 2월, 전염병이 전 세계적으로 확산되면서 전염병 주식회사는 마인크래프트를 제치고 iOS 앱 스토어에서 최고의 유료 앱으로 부활했다. 엔데믹 크리에이션즈는 게임에 대한 새로운 관심에 대응해서 코로나바이러스 확산에서 배운 일부 과학적 기술과 교훈을 기반으로 WHO와 공동으로 개발한 전염병을 퇴치하는 모드를 추가했다.
2020년 2월 27일, 중국 정부는 이 게임을 중국 앱 스토어에서 제거하도록 강요했다. 중국 사이버 공간 관리국이 이 게임의 "불법 콘텐츠"를 언급했지만, 엔데믹에 추가 설명을 하지 않았다. 전염병 주식회사는 아직 중국 출시를 승인하지 않은 "가짜 뉴스" 콘텐츠가 업데이트되었는데, 이는 관영 매체를 경멸하는 중국의 입장을 고려할 때 금지 조치의 원인으로 여겨졌다. .

### Pandemic플래시 게임 개발자
Dark Realm Studios는 처음에 트위터에서 전염병 주식회사 출시에 대해 IGN 리뷰어 저스틴 데이비스(Justin Davis)에게 불평하면서 이 게임이 타이틀 간의 게임 플레이가 유사하기 때문에 "Pandemic 2.5로 돈을 벌기 위한 시도일 뿐"이라고 말했다. 리뷰어는 전염병 주식회사를 옹호하는 기사로 답변했다. "Pandemic과 매우 유사하다는 점은 부정할 수 없지만 기본적인 질병 확산 전제를 개선한다는 점도 부정할 수 없다." 전염병 주식회사 개발자 제임스 본(James Vaughan)은 현금화 혐의를 거부했다.
2013년에 Dark Realm Studios는 전염병 주식회사를 복제품으로 간주하지 않고 "이 상황을 학습 기회로 간주한다"라고 말했다.

### 질병통제예방센터의 모습
2013년 3월 전염병 주식회사의 개발자인 제임스 본(James Vaughan)은 미국 질병통제예방센터(CDC)에서 전염병 주식회사 에 대한 강연에 초대되었다. 그는 게임 내에서 전염병의 확산을 모델링한 방법과 전염병 주식회사와 같은 게임을 사용하여 대중에게 정보를 제공하고 교육할 수 있는 방법에 대해 말했다.
강연 후 CDC는 전염병 주식회사에 대해 관심이 있다며 "전통적이지 않은 경로를 통해 전염병, 질병 전염, 질병/대유행 정보에 대한 대중의 인식을 높이고 있다. 이 게임은 심각한 공중 보건 주제에 대중을 참여시키는 매력적인 세상을 만든다."고 밝혔다. 제임스 본이 병원체 및 전염에 관한 과학적 정보를 얻으면서 CDC 회의 이후에 게임 자체가 보다 현실적인 상황으로 업데이트되었다. 이 게임은 중국 우한시에서 발생한 코로나19 범유행의 전염병 단계 초기에 중국에서 판매 1위 앱이 되었다. 그 회사는 너무 많은 문의를 받아서 트위터 계정을 통해 정보를 얻기 위해 CDC 웹사이트로 사용자를 안내했다.

## 치료 모드
2020년 11월 11일 엔데믹 크리에이션즈는 "치료 모드"(영어: Plague Inc. The Cure)라는 새로운 게임 모드를 게임에 추가했다. 질병에 대항하여 치료를 시도하는 모드다. 원래 모바일 버전으로만 출시되었으나 이후 2021년 1월 28일 다운로드 가능 콘텐츠 업데이트를 통해 PC판으로 가져왔다.

## 내용주
1. ↑  Alternatively titled Plague Inc: The Board Game.